# 第41回ベルリン国際映画祭
第41回ベルリン国際映画祭は1991年2月15日から26日まで開催された。

## 概要
コンペティション部門に出品された25本の長編と9本の短編の中から、マルコ・フェレーリ監督のイタリア映画『La Casa del sorriso』（日本未公開）が金熊賞に選ばれた。パノラマ部門では多くのルーマニア映画が上映された。

## 受賞
- 金熊賞：『La Casa del sorriso』（マルコ・フェレーリ）
- 銀熊賞
  - 審査員特別賞：『La condanna』（マルコ・ベロッキオ）、『Satana』（Viktor Aristow）
  - 監督賞：ジョナサン・デミ （『羊たちの沈黙』）、リッキー・トニャッツィ（『Ultrá』）
  - 男優賞：メイナード・エジアシー （『ジョンソンの生き方』）
  - 女優賞：ビクトリア・アブリル （『アマンテス/愛人』）
  - 個人貢献賞：ケヴィン・コスナー （『ダンス・ウィズ・ウルブズ』）

## 上映作品

### コンペティション部門
長編映画のみ記載。アルファベット順。邦題がついていない場合は原題の下に英題。
| 題名 原題                                                                                         | 監督                     | 製作国                                    |
| ------------------------------------------------------------------------------------------------- | ------------------------ | ----------------------------------------- |
| アマンテス/愛人 Amantes                                                                           | ビセンテ・アランダ       | スペイン                                  |
| Amelia Lopes O'Neill                                                                              | バレリア・サルミエント   | チリ スイス · フランス スペイン           |
| Cabeza de vaca                                                                                    | ニコラス・エチェバリア   | メキシコ スペイン アメリカ合衆国 イギリス |
| 清朝最後の宦官/李蓮英 大太監李蓮英                                                                | 田壮壮                   | 中国 イギリス領香港                       |
| ダンス・ウィズ・ウルブズ Dances with Wolves                                                       | ケヴィン・コスナー       | アメリカ合衆国                            |
| Dandan-e mar                                                                                      | マスード・キミヤイー     | イラン                                    |
| Der Berg (The Mountain)                                                                           | マルクス・インホフ       | スイス                                    |
| Der Tangospieler (The Tango Player)                                                               | ロナルド・グラフ         | ドイツ                                    |
| Erfolg (Success)                                                                                  | フランツ・ザイツ         | ドイツ                                    |
| Fortune Express                                                                                   | オリヴィエ・シャッキ     | フランス                                  |
| God afton, Herr Wallenberg - En Passionshistoria från verkligheten (Good Evening, Mr. Wallenberg) | シェル・グレーデ         | スウェーデン ハンガリー ノルウェー        |
| Il viaggio di Capitan Fracassa (The Voyage of Captain Fracassa)                                   | エットーレ・スコラ       | フランス イタリア                         |
| Isiches meres tou avgoustou (Quiet Days of August)                                                | パンテリス・ヴルガリス   | ギリシャ                                  |
| Ked hviezdy boli cervené (When the Stars Were Red)                                                | Dusan Trancík            | チェコスロバキア フランス                 |
| La Casa del sorriso (The House of Smiles)                                                         | マルコ・フェレーリ       | イタリア                                  |
| La condanna (The Conviction)                                                                      | マルコ・ベロッキオ       | イタリア フランス スイス                  |
| ピストルと少年 Le petit criminel                                                                  | ジャック・ドワイヨン     | フランス                                  |
| ジョンソンの生き方 Mister Johnson                                                                 | ブルース・ベレスフォード | アメリカ合衆国                            |
| Satana                                                                                            | Viktor Aristow           | ソビエト連邦                              |
| 悲しき酒場のバラード The Ballad of the Sad Cafe                                                   | サイモン・キャロウ       | イギリス アメリカ合衆国                   |
| スターダスト The Miracle                                                                          | ニール・ジョーダン       | イギリス アイルランド                     |
| ロシア・ハウス The Russia House                                                                   | フレッド・スケピシ       | アメリカ合衆国                            |
| 羊たちの沈黙 The Silence of the Lambs                                                             | ジョナサン・デミ         | アメリカ合衆国                            |
| Ultrá                                                                                             | リッキー・トニャッツィ   | イタリア                                  |
| Uranus                                                                                            | クロード・ベリ           | フランス                                  |

### コンペティション外
- グリーン・カード – ピーター・ウィアー (オーストラリア・フランス)
- ゴッドファーザーPARTIII – フランシス・フォード・コッポラ (アメリカ)
- The Fool –クリスティン・エドザード (イギリス)

## 日本映画
1991年のベルリン国際映画祭では、日本映画の上映はほとんどなく、公式部門ではフォーラム部門で園子温の『自転車吐息』が上映されたのみであった。

## 審査員
- フォルカー・シュレンドルフ (ドイツ/監督)
- シャンタル・アケルマン (ベルギー/監督)
- ホセ・ルイス・ボラウ (スペイン/監督)
- ジロ・ポンテコルヴォ (イタリア/監督)
- Mircea Veroiu (ルーマニア/監督)
- ローリー・アンダーソン (アメリカ/女優・作曲家)
- Renate Krößner (ドイツ/女優)
- ジュディット・ゴドレーシュ (フランス/女優)
- ユーリー・クレピコフ (ソ連/脚本家)
- カタリーナ・スタッケルベルク (スウェーデン/脚本家)
- サイモン・レルフ (イギリス/プロデューサー)